# 朝廷
朝廷（ちょうてい）とは、漢字文化圏諸国における君主制下で官僚組織を伴った政府および政権を指す。また、君主が政治執務を行う場所や建物（朝堂院：朝政と朝儀を行う廟堂）。

## 中国の朝廷
中国で「朝廷」の語は、前漢の『戦国策』「朝廷之臣莫不畏王」、『論語』郷党第十「其在宗廟朝廷、便便言、唯謹爾」、『淮南子』巻九 主術訓「是故朝廷蕪而無迹、田野辟而無草」などに見られ、「廷」の文字の成立からして、朝廷の観念は少なくとも周代まで遡り、中央集権的政治概念としての確立は始皇帝が中国を統一した秦代となる。
『礼記』玉藻「朝服以日視朝於内朝」や『国語』魯語下「自卿以下，合官職於外朝，合家事於内朝。」とあるように、中国では早くも周代から国家的行事や儀式の場を外朝もしくは外廷、王宮で暮らす人々の生活の場を内朝もしくは内廷として区別していた。なお、外朝と内廷の双方を往き来できる皇帝の側近として、去勢した男子による宦官が設けられた。
清朝においては、紫禁城のうち太和殿、中和殿、保和殿を「外朝三殿」（もしくは「前殿」）と称し、乾清宮、交泰殿、坤寧宮は「後三宮」と称し、前者が外朝、後者が内朝とされていた。